# Fort Atkinson (Wisconsin)

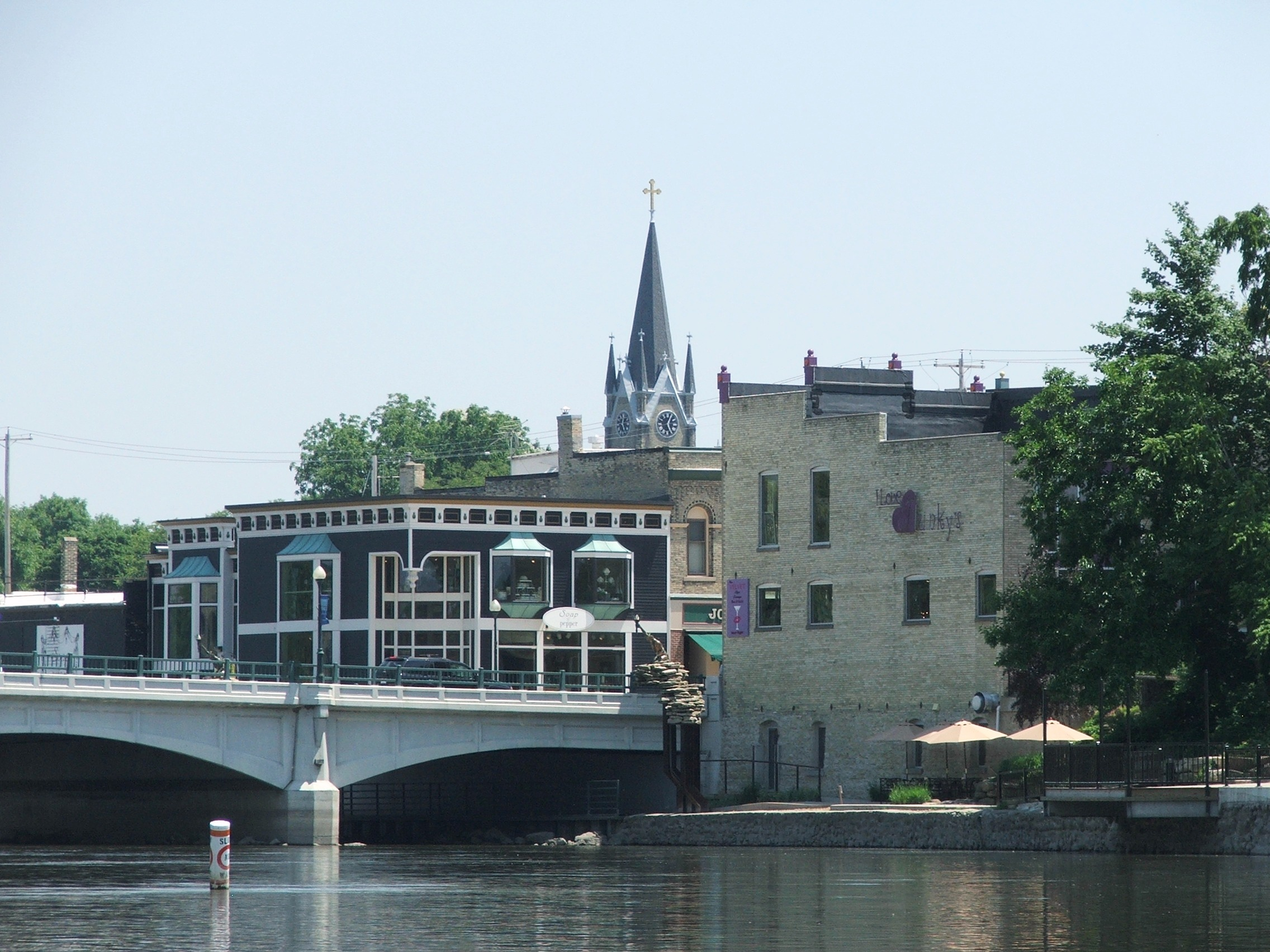
Centrum Fort Atkinson

Fort Atkinson – miasto w Stanach Zjednoczonych w stanie Wisconsin nad rzeką Rock River w hrabstwie Jefferson, położone ok. 40 km na zachód od Milwaukee nieopodal jeziora Lake Koshkonong. Zajmuje powierzchnię  14,2 km². Według danych z 2010 roku miasto zamieszkiwane jest przez 12,3 tys. osób.
W kwietniu 1996 amerykański magazyn Money umieścił Fort Atkinson na liście jednego z najlepiej rozwijających się miast.

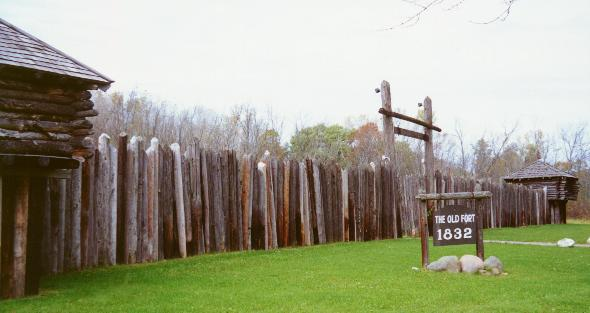
Replika 19-wiecznych fortyfikacji

Miasto zostało nazwane na cześć amerykańskiego generała Henry’ego Atkinsonona, a powstało na miejscu dawnego fortu Fort Koshkonong. Nieopodal miasta znajduje się replika palisady dawnego fortu.
W Fort Atkinson znajduje się również muzeum z okresu Wojny secesyjnej wraz z biblioteką zawierająca woluminy z tamtych lat.

## Ludność
- 96,09% biali
- 0,34% Afroamerykanie
- 0,29% Indianie
- 0,60% Azjaci
- 1,88% inni